# Iunia Torquata
Iunia Torquata (* vor 10 v. Chr.; † 55 n. Chr.) war eine Vestalin aus der Familie der Junier. Sie war die Tochter eines Gaius Iunius Silanus (Torquatus?) und Schwester des Konsuls des Jahres 10 n. Chr., Gaius Iunius Silanus, der 22 n. Chr. als Prokonsul von Asia wegen laesa maiestas angeklagt wurde. Torquata setzte sich dafür ein, dass er um des Ansehens der Familie willen nicht auf die unwirtliche Kykladeninsel Gyaros, sondern auf die benachbarte, größere Insel Kythnos verbannt wurde. Von den Bewohnern einer weiteren Kykladeninsel, Tenos, erhielt Iunia Torquata eine nur unvollständig erhaltene Ehreninschrift, aus der der Grund für diese Ehrung nicht zu erschließen ist. Zwei Inschriften bezeugen, dass Iunia Torquata noch im Alter von 64 Jahren Vestalin war und später zur Vestalis maxima aufstieg.